# Sterlingville
Sterlingville az Amerikai Egyesült Államok északnyugati részén, Oregon állam Jackson megyéjében elhelyezkedő kísértetváros. Egykor itt volt az állam legnagyobb hidraulikus bányája.

## Története
A települést 1854-ben alapították James Sterling és Aaron Davis bányászok, amikor a Sterling-patakban aranyat találtak. A felfedezés híre hamar elterjedt, így két évvel később már több mint nyolcszázan éltek itt és üzletek, szállások, raktár, pékség, kaszinó, bálterem, kovácsműhely és fodrászat is voltak itt. Egykor több mint 1500-an laktak itt. A tankerületet 1867-ben alapították. A Sterling Mine Company 1877-ben a Kis-Applegate folyó elterelésével nyitott utat a hamarosan az állam legnagyobbikává váló hidraulikus bánya előtt, ahol aranyat és kromitot bányásztak. Mivel a csatorna torkolata 37 méterrel a bánya felett volt, a vizet a gravitáció segítségével juttatták keresztül a fúvókákon. A. P. Ankeny parancsnok, a vállalat tulajdonosa több mint hatvannégyezer dollárt keresett a bányászattal. A posta 1879-ben nyílt meg.
Amikor az aranybánya kimerült, a település hanyatlásnak indult. A posta 1883-ban, a bánya 1910-ben, az iskola pedig 1937-ben szűnt meg.
A nagy gazdasági világválság során a bányászat újraindult és 1933-tól 1957-ig folyt, de nagy károkat okozott a környezetben: a talaj szinte teljes egészében eltűnt, a sziklák pedig a folyón lejjebb kerültek. Miután a bánya végleg bezárt, a helységet felhagyták.

## Fordítás
- Ez a szócikk részben vagy egészben  a   Sterlingville, Oregon című angol Wikipédia-szócikk ezen változatának fordításán alapul.  Az eredeti cikk szerkesztőit annak laptörténete sorolja fel. Ez a jelzés csupán a megfogalmazás eredetét és a szerzői jogokat jelzi, nem szolgál a cikkben szereplő információk forrásmegjelöléseként.